# Аспидогастры
Аспидога́стры или аспидогастреи (лат. Aspidogastrea), — подкласс паразитических плоских червей (Platyhelminthes) из класса трематод (Trematoda). Некоторые систематики повышают ранг клады до класса. Характерная черта взрослых червей — наличие у них на брюшной стороне тела сложно устроенного прикрепительного диска, составленного из одного или нескольких рядов присосок. Жизненный цикл протекает без чередования поколений, но со сменой хозяев. Насчитывают около 80 видов, паразитирующих в морских и пресноводных моллюсках, рыбах и черепахах. В настоящее время аспидогастров рассматривают в качестве сестринского таксона по отношению к остальным таксонам дигенетических сосальщиков (Digenea). Один из наиболее известных видов — Aspidogaster conchicola, паразит двустворчатых моллюсков из рода беззубок (Anodonta).

## Классификация
На май 2018 года в таксон включают 2 отряда и 4 семейства:
- Отряд Aspidogastrida Dollfus, 1958
  - Семейство Aspidogastridae Poche, 1907
  - Семейство Multicalycidae Gibson & Chinabut, 1984
  - Семейство Rugogastridae Schell, 1973
- Отряд Stichocotylida Gibson & Chinabut, 1984
  - Семейство Stichocotylidae Faust & Tang, 1936